# Clara Morgane
Clara Morgane és el nom artístic d'Emmanuelle Aurélie Munos (Marsella, 25 de gener de 1981), una actriu porno francesa, cantant, presentadora de televisió i dissenyadora de llenceria de la seva pròpia marca, Clara M. El 2004 va editar la seva autobiografia, Sex star.
Va actuar a la pel·lícula Snowboarder com a stripteaser.

## Àlbums
- 2007: DéCLARAtions
- 2010: Nuits Blanches

## Singles
- J'Aime (duo amb Lord Kossity) (2007)
- Sexy Girl (2007)
- Nous Deux (2008)
- Le Diable au Corps (2010)
- IL (2011)
- Good Time (2011)
- Mademoiselle X (2011)
- Je t'Adore (2012)
- Comme Un Boomerang (2012)

## Publicacions
- 2003: Sex Star, Adcan Édition, ISBN 2848140097
- 2004: Kâma Sûtra, Adcan Édition, edició il·lustrada, ISBN 2951657218